# 火神行動
在第二次世界大戰時，火神行動是對在突尼斯、加彭半島及比塞大的德軍之最後地面進攻，這是軸心國在北非最後的立足點。德國陸軍元帥埃爾溫·隆美爾認為軸心國在突尼斯的陣地是站不住腳的，他曾建議把所有的德國軍隊撤離到義大利，在那裡他相信他們會更有好處。他的建議被希特勒拒絕了。此外，德軍實際上並沒有海運能力或制空權做到這一點。
戰鬥是激烈的，與德軍單位準備充足，挖掘防線。在突尼斯的進攻上，英軍第4步兵師也被精銳的赫爾曼·戈林傘兵師的傘兵所阻擊，英軍的攻擊代價高昂，和之前的進攻被擊退及損失慘重。
在“仙人掌農場”，英軍步兵面臨著良好隱蔽的德國傘兵激烈的防禦射擊。因此，第12皇家坦克團的丘吉爾坦克在進攻中沒有任何步兵支援，以及坦克面臨守軍使用燃燒彈和粘性“櫃員”反坦克地雷的攻擊。12輛坦克被摧毀，在某些情況下，坦克兵被德國守軍從燃燒著的殘骸救出來。
1943年5月6日，火神行動到達高潮，英軍佔領突尼斯和美軍到達比塞大。5月13日，在突尼西亞的所有軸心國軍隊投降。在行動結束時，近240,000名德國和意大利士兵被俘。
6月，盟軍空軍的主力（亞麻行動）切斷了軸心國到北非的補給線。美國陸軍部隊包圍了在安菲達維爾的最後守軍，消滅了軸心國在北非的所有部隊。 盟軍的懲罰行動和制空和制海權任何軸心國軍隊大規模地撤退到義大利。